# Mindestlaugenmenge
Die Mindestlaugenmenge beziehungsweise der Mindestlaugenliter ist eine Angabe auf Verpackungen von Reinigungsmitteln und beschreibt die Ergiebigkeit des Produktes. Dadurch ist ein Vergleich verschiedener Reinigungsmittel möglich. Das Wort Lauge bedeutet in der Hauswirtschaft eine Seifenlösung. Angegeben wird die Menge gesättigte Seifenlösung, die aus einem Liter Reinigungsmittel herzustellen ist.